# Lycaena neurata
Lycaena neurata är en fjärilsart som beskrevs av Tutt 1906. Lycaena neurata ingår i släktet Lycaena och familjen juvelvingar. Inga underarter finns listade i Catalogue of Life.